# Leonard Howell
Leonard Percival Howell (1898 Clarendon–1981) byl osobností rastafariánského hnutí a kazatelem.
S rozšířením a oblibou rastafariánství ve světě je mu připisován podíl na oblíbenosti užívání dredů, bubnů a dalších kulturních prvků. Byl přezdíván „The First Rasta“.